# Patterson Peak
Il Patterson Peak, (in lingua inglese: Picco Patterson), è un picco roccioso antartico, alto 1.610 m, situato all'estremità meridionale dei Medina Peaks, 7 km a nordovest dell'Anderson Ridge, nei Monti della Regina Maud, in Antartide. 
Il picco è stato mappato dall'United States Geological Survey (USGS) sulla base di rilevazioni e foto aeree scattate dalla U.S. Navy nel periodo 1960-64.
La denominazione è stata assegnata dall'Advisory Committee on Antarctic Names (US-ACAN) in onore di Clair Patterson (1922-1995), glaciologo statunitense che lavorò alla Stazione Byrd nell'estate 1965-66.